# Saldatura orbitale

## Cos'è la saldatura orbitale
È un settore specializzato della saldatura dove la torcia saldante viene ruotata meccanicamente di 360° e oltre intorno ad un pezzo statico, generalmente un tubo, in un processo continuo.

## Origine
Il procedimento di saldatura orbitale automatica con procedimento TIG (consulta Saldatura TIG) su tubi è stato inventato più di 50 anni fa.

## Impianti
I principali componenti di ogni impianto per la saldatura orbitale TIG di tubi sono: il generatore con il controllo della programmazione, la testa di saldatura, l'impianto di raffreddamento e, dove richiesto, un alimentatore di filo d'apporto. 
Un ampio numero di fattori possono avere influenza sui risultati della saldatura: la lunghezza dell'arco, la frequenza e ampiezza di pulsazione della corrente, la velocità di avanzamento, il gas di protezione, il tipo di materiale base, il materiale d'apporto, la preparazione del giunto, la conducibilità termica. Una conoscenza dettagliata di come ottimizzare questi parametri consente di ottenere un'alta qualità nella saldatura.

## Applicazione

### Il procedimento di saldatura
È molto difficile ottenere alti standard di qualità e sicurezza con la saldatura manuale. Questo è dovuto, fra l'altro, a certe posizioni di saldatura, ad esempio sopra-testa o verticale discendente, che portano spesso a saldature difettose proprio a motivo delle difficoltà di accesso che l'operatore ha in queste posizioni. Se si vuole ottenere un controllo completo sul bagno di saldatura, è necessario un perfetto equilibrio fra effetti della gravità e tensione superficiale in ogni posizione della torcia. Utilizzando attrezzature meccanizzate, queste gestiscono certe parti del processo di saldatura. Si noti che l'operatore seguirà e controllerà sempre lo svolgimento del ciclo. In una situazione ideale, tutti i parametri dovrebbero essere completamente programmati prima di avviare la saldatura. In pratica, tuttavia, la presenza di vincoli variabili costringe l'operatore ad eseguire interventi correttivi. Nella saldatura automatica, il processo di saldatura si svolge in modo completamente indipendente, senza necessità di intervento dell'operatore. La saldatura orbitale si effettua quasi sempre con la tecnica Tungsten Inert Gas TIG (GTAW secondo norme AWS) che impiega elettrodi in tungsteno non consumabili, senza o con impiego di filo d'apporto se necessario. Più raramente, e prevalentemente per riempimenti su tubi di grosso diametro e forte spessore, si usa il procedimento MIG/MAG (GMAW secondo AWS) (consulta Saldatura MIG/MAG) che fornisce una minor qualità del giunto ma maggior resa.

### Materiali base
Molti tipi di leghe metalliche possono essere saldati: acciai ad alta resistenza, resistenti ad alta temperature e alla corrosione, acciai al carbonio non legati o basso-legati, leghe di nickel, titanio, leghe di rame, leghe di alluminio. Questa tecnica controllata, attuata in atmosfera inerte, consente saldature esenti da ossidi, con basso contenuto di particelle e spruzzi indesiderati e soddisfa le esigenze di far coincidere le massime proprietà meccaniche e il miglior aspetto visivo della saldatura.

## Tipi di teste orbitali e diametri saldabili

### Teste orbitali a camera chiusa
A motivo delle caratteristiche di precisione della saldatura TIG orbitale, anche i tubi più piccoli possono essere saldati, a partire da 1,6 millimetri di diametro! Passando a dimensioni maggiori, si possono saldare tubazioni fino a 170 mm di diametro (6”) e spessori fino a 3,5 mm utilizzando teste orbitali a camera chiusa senza metallo d'apporto. Questo modello di testa si blocca saldamente sui due lati del giunto da saldare, chiudendolo completamente all'interno di una camera dove viene flussato il gas di protezione. In questo modo il materiale da saldare, anche il più sensibile alla temperatura, rimane protetto evitando colorazioni dovute alla presenza di ossidi.

### Teste orbitali a camera aperta
Per tubi di diametri compresi fra 8 e 275 mm (10”), sono disponibili le più maneggevoli teste aperte che montano una torcia con una guaina flessibile nel cui interno si trasmettono la corrente di saldatura, il gas di protezione, il liquido di raffreddamento e il filo d'apporto dove richiesto. La necessità di usare il filo d'apporto durante il ciclo di saldatura dipende dal tipo di applicazione. Tubi di maggior spessore e caratteristiche dei materiali base richiedono l'impiego di filo d'apporto (procedimento TIG a filo freddo), mentre tubi di limitato spessore e idonei materiali possono essere saldati senza filo. Al fine di creare saldature di alta qualità è necessario che le estremità dei tubi siano accuratamente preparate con i lembi esenti da sbavature e impurità. Per tubi sottili e diametri medi, un semplice taglio a squadra è sufficiente. Su tubi di maggior spessore è necessario preparare meccanicamente il giunto effettuando uno smusso o cianfrino, preferibilmente a forma di U.

### Teste orbitali a carrello su pista
Per tubazioni con diametri superiori a 115 mm (4”), senza limiti in alto, sono disponibili teste a carrello, che avanzano su piste dei diametri dei tubi da saldare, dotate di alimentatore del filo d'apporto a bordo e di tutte le motorizzazioni necessarie per questo tipo di applicazione:  una slitta motorizzata verticale consente alla torcia di mantenere l'altezza costante dell'elettrodo dal pezzo, mentre una slitta trasversale consente di far oscillare la torcia e il filo in modo da riempire correttamente lo smusso effettuato sul pezzo. Le teste a carrello sono particolarmente idonee alla saldatura di tubazioni in spessori molto elevati, fino a oltre 200 mm di spessore, con torce speciali in cianfrino stretto, cosiddetto “narrow gap”, e in una variante del TIG, cosiddetta “a filo caldo”, dove il filo porta corrente. La combinazione fra la corrente del filo e il cianfrino stretto rende il procedimento TIG a filo caldo molto competitivo sui forti spessori in termini di resa nel confronto degli altri procedimenti di saldatura. Questo tipo di testa a carrello ha avuto un notevole sviluppo nella costruzione di turbine per centrali nucleari dove gli elementi da saldare (alberi con diametri fino a 2000 mm e spessori fino a 250 mm) richiedono una alta qualità del giunto saldato unitamente ad una elevata resa vista la quantità di materiale da depositare.

### Teste orbitali per piastre tubiere
Un settore d'impiego molto importante per la saldatura orbitale TIG è quello degli scambiatori di calore costituiti da piastre tubiere forate sulle quali si devono saldare fasci di tubi di diametri generalmente compresi fra 6,35 mm e 25,4 mm di diametro, più raramente in diametri maggiori, in materiali che possono andare dall'acciaio al carbonio fino agli acciai inossidabili, alle leghe di nickel, al titanio quando è richiesta la massima resistenza alla corrosione. Il giunto tubo-piastra può avere le più diverse geometrie progettuali (tubi arretrati, a filo piastra, sporgenti, ecc.) come anche saldati posteriormente alla piastra con lance speciali che saldano dall'interno del tubo (procedimento I.B.W. ovvero Internal Bore Welding).

### Generatori programmabili per saldatura orbitale
Tutte le teste sinora descritte necessitano, per essere utilizzate, di essere collegate a generatori dotati di un sistema di programmazione completa del ciclo di saldatura che preveda l'impostazione di tutti i parametri relativi: gas di protezione, corrente pulsata, rotazione testa, eventuali controlli sulla motorizzazione della torcia, avanzamento filo. I generatori più moderni effettuano la registrazione di ogni ciclo di saldatura e consentono l'archiviazione su PC delle stesse registrazioni e dei programmi di saldatura.

## Settori industriali
A motivo delle sue capacità di realizzare prodotti saldati ad elevata purezza, la saldatura orbitale trova il suo collocamento nella produzione di componenti per camera bianca (clean room) nella produzione di semiconduttori, di tubazioni e impianti per l'industria alimentare, farmaceutica, chimica e petrolchimica, per la biotecnologia, nella cantieristica navale, nell'industria aeronautica e aerospaziale, nell'ingegneria meccanica e automobilistica. La saldatura orbitale TIG è molto utilizzata anche nella costruzione di caldaie per centrali termiche, dove si richiedono saldature che devono resistere ad elevatissimi carichi meccanici provocati dalle elevate temperature di funzionamento e dalle altissime pressioni provocate dai fluidi all'interno dei tubi. Cavità, porosità e inclusioni devono essere evitate ad ogni costo in questo tipo di saldature, onde evitare la creazione di punti deboli che possono portare a cricche, con gravi conseguenze di guasti dei componenti.

## Conclusioni
La saldatura orbitale TIG senza filo, a filo freddo o a filo caldo è ormai un procedimento correntemente utilizzato in tutte le applicazioni in cui è richiesta qualità elevata, costante e ripetitiva, buona resa e svincolo dalla necessità di avere operatori altamente qualificati, tipico della saldatura manuale. Si ottengono le massime prestazioni anche nella saldatura su materiali speciali, su forti spessori, su tubi di piccolo diametri e spesso in condizioni difficili di spazio e di ambiente di lavoro.

## Riferimenti
Traduzione e aggiornamenti di "Orbital Welding" di Jürgen Krüger e Dieter Schnee (2007).